# موري مايرز
موري مايرز هو سياسي أمريكي، ولد في 6 أبريل 1932 في بال هاربور في الولايات المتحدة، وتوفي في 15 يونيو 2014 في بومونت في الولايات المتحدة بسبب مرض باركنسون.